# Grb Občine Žiri
Grb Občine Žiri je upodobljen na ščitu poznogotskega stila, sanitske oblike. Ščit ima dve polji, ki ju po sredini horizontalno deli srebrna valovnica s petimi vali. V zgornjem zelenem polju so trije bukovi (fagus sylvatica) žiri, razporejeni v trikotnik. Dva sta narisana vzporedno z zgornjim robom, tretji pa je med njima nekoliko nižje. V spodnjem polju je na modri podlagi narisan zlati lintvern z razprostrto perutjo in enkrat zaobrnjenim puščičastim repom. 
Zlati trak, s katerim je obrobljen ščit, lahko služi le kot grbovni okras.